# ČKD Tatra

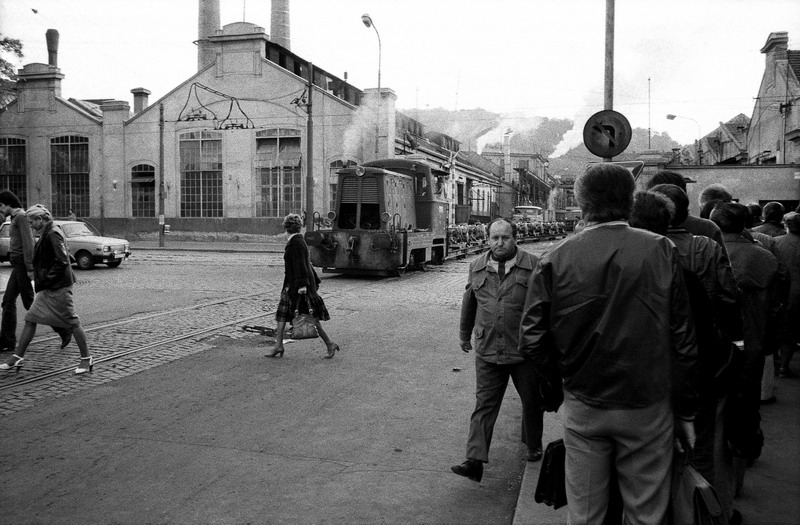
A ČKD Tatra smíchovi gyárának udvara

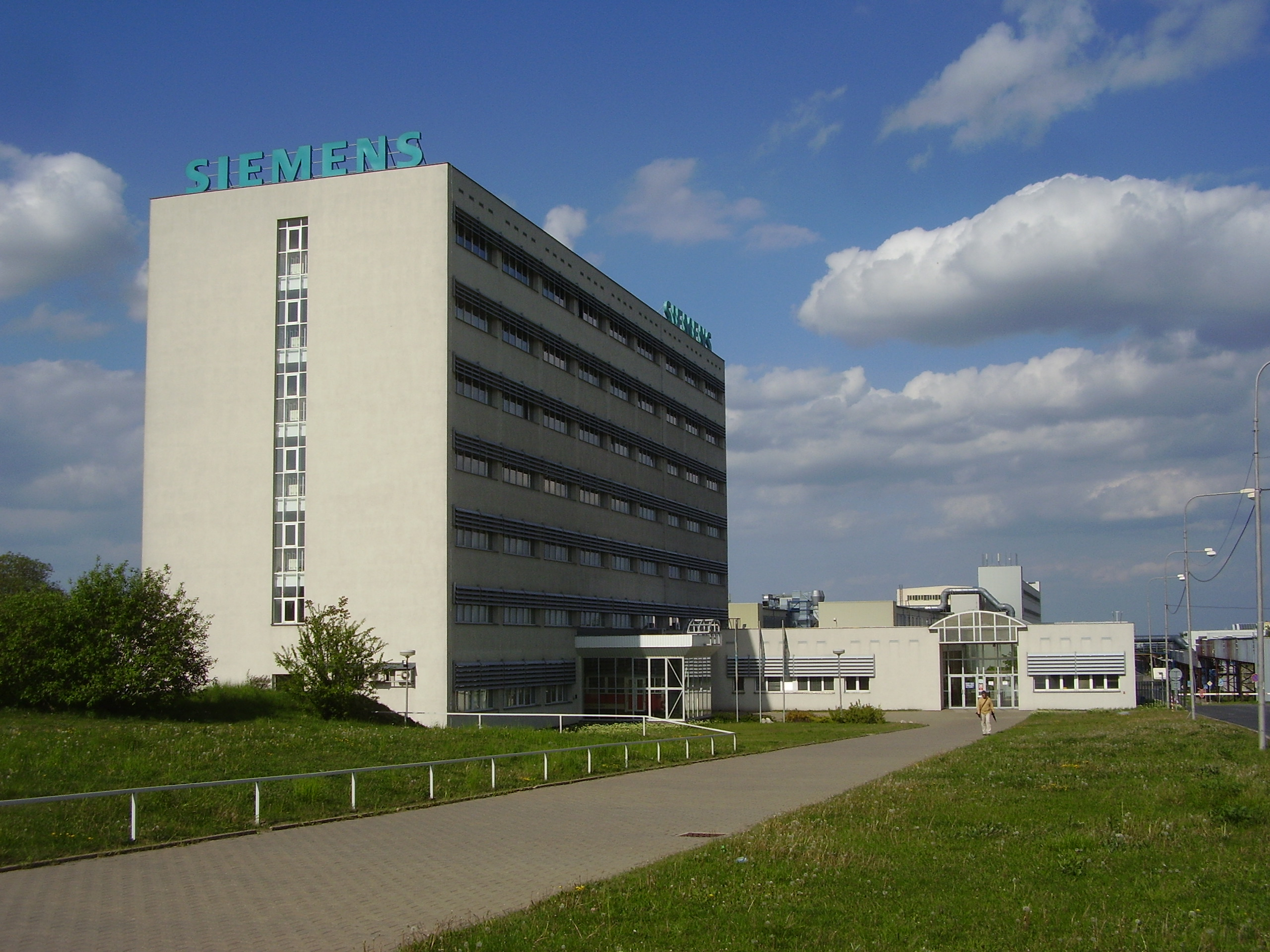
A ČKD Tatra új gyára Zličínben, ahol napjainkban a Siemens kolejová vozidla működik

A ČKD Tatra vasúti járműgyártó vállalat volt Csehszlovákiában. Prága Smíchov városrészében működött. 1946-ban jött létre Vagonka Tatra Smíchov (magyarul: Tatra Smíchovi Vagongyár) néven. Elsősorban villamosok gyártásával foglalkozott. Az 1960-as évektől világviszonylatban is az egyik legnagyobb villamosgyártó vállalat volt. Az 1990-es privatizációt követően a villamosgyártás fokozatosan leépült, és 2000-ben az utódvállalata is csődbe jutott. 1963-tól megszűnéséig a ČKD része volt.

## Története
A cég gyökerei a Ringhoffer Művekig (1935-től Ringhoffer-Tatra Művek) nyúlnak vissza. A ČKD Tatra közvetlen elődje a Ringhoffer-Tatra Művek Smíchovban működő vagongyára volt, melyet II. Franz Ringhoffer épített 1852-ben. 1854-ben indult el ott a vasúti járművek gyártása. Kezdetben vasúti teherkocsikat, később szerkocsikat és személykocsikat, az 1930-as években villamosokat is gyártottak.
1946-ban a Ringhoffer-Tatra vállalatot államosították, és ekkor annak a smíchovi vagongyárából hozták létre a Vagonka Tatra Smíchov állami vállalatot. Ezt követően a cég fő gyártmányai a villamosok lettek, de emellett gőzmozdonyokat és vasúti személykocsikat is gyártottak. A cég Sztálin számára is készített személykocsit.
1949-ben megvásárolták az amerikai PCC villamosok gyártási licencét, melynek alapján 1951-ben készült el az első Tatra villamos, a T1. 1952–1958 között gyártották és összesen 258 darab készült ebből a típusból. A villamosok elektromos berendezéseit a ČKD más cégei gyártottak.
Az 1963-ban a céget a ČKD-hoz csatolták és ekkor kapta a ČKD Tatra nevet. Az 1960-as években a ČKD Tatra a KGST országok legnagyobb villamosgyártója lett, és a legtöbb szocialista országba nagy mennyiségben exportálták az ott gyártott villamosokat. A Tatra villamosok legnagyobb üzemeltetői Csehszlovákia, az NDK, Jugoszlávia, Románia és a Szovjetunió voltak.
Az 1960-as években a ČKD Tatra metrókocsit is kifejlesztett a prágai metró részére, de műszaki problémák miatt ennek a sorozatgyártására nem került sor. A prágai metróhoz a szovjet MMZ metrókocsikat szerezték be.
A T1-es típust 1955-től követte a Tatra T2-es, majd 1961-ben a Tatra T3-as és 1967-ben a Tatra T4-es. Ezek a modellek mind a T1-es alapját jelentő amerikai PCC koncepción alapultak. Az 1970-es évek elejére készült el a teljesen új konstrukciójú Tatra T5, majd az 1980-as években ennek továbbfejlesztett változata, a Tatra T6. Az 1960-as évektől gyártotta a ČKD Tatra a csuklós K sorozatot. A Tatara első csuklós típusa a K1 volt, de ez sikertelen konstrukció volt és 1964-1965-ben mindössze két jármű készült. A cég első nagysorozatú csuklós típusa a K2 lett, amelyből 1966–1983 között 569 darabot gyártottak. Az 1990-es évek elején jelent meg az alacsony padlós RT modellekkel.
A cég a villamosok mellett kisebb mennyiségben keskeny nyomtávolságú személykocsikat és motorvonatokat is gyártott. Ott készültek az 1960-as évek második felében a Tátrai Villamosvasút 420.95 sorozatú keskeny nyomtávolságú motorvonatai is, amelyek 1967 és 2003 között közlekedtek a Magas-Tátrában.
Az 1980-as évek közepére a ČKD Tatra kinőtte a belsőbb városrészben lévő és így nem bővíthető, régi és szűkös smíchovi telephelyet, ezért Prága Zličín városrészében új gyártelep felépítésébe kezdtek. Ekkor már a világszinten előállított villamosok harmada Smíchovban készült. Az építkezés első üteme 1989-re elkészült, de az egész gyár csak 1996-ra lett kész. A smíchovi üzemet később elbontották. Csak a főépület homlokzatát hagyták meg, amelyet beépítettek egy modern üzletközpontba. A ČKD-t 1990-ben privatizálták, így a ČKD Tatra is részvénytársasággá alakult.
1993-ban a ČKD Tatra közös vállalatot hozott létre Ukrajnában a dnyiprói Déli Gépgyárral Tatra-Jug néven. A cseh fél biztosította a technológiát, az ukrán cég pedig a gyártóbázist. Kezdetben a Csehországból szállított részegységekből a Tatra T6B5 modellt gyártotta az ukrán cég T–3M jelzéssel.
1997-ben a ČKD Tatrát összevonták a ČKD Elektrotechnika, a ČKD Trakce és a ČKD Lokomotivka vállalatokkal. Az így létrejött cég a ČKD Dopravní systémy a.s. (ČKD Közlekedési Rendszerek Rt.) lett, amely lefedte a ČKD vasúti üzletágát. A ČKD Dopravní systémy a.s.-t az új zličíni gyárban működött.
A hagyományos keleti piacok visszaesése miatt a ČKD Dopravní systémy a.s. gazdasági helyzete fokozatosan romlott. 1999 közepére a ČKD Dopravní systémy fő részvényese már az állami Konsolidační banka volt.
2000-ben a ČKD Dopravní systémy csődbe jutott. 2001-ben egyes részeit a Siemens A.G. vásárolta meg, a cég neve Siemens Kolejová vozidla s r.o. lett (Siemens Vasúti Járművek Kft.) és a Siemens Mobility divízió alá integrálták. Ez a cég azonban nem gyárt villamosokat, csak személykocsikat, motorvonatokat és egyéb vasúti jármű alkatrészeket. A ČKD Dopravní systémy többi, fel nem vásárolt részét 2014-ben felszámolták.
A Tatra villamosok gyártását a 2000-es csődöt követően a 2001-ben alapított Aliacne TW konzorcium  (vagy más néven Pragoimex & Krnovské opravny a strojírny) vitte tovább. A konzorcium három cég részvételével alakult meg. A gyártóbázisa a Krnovi vasúti járműjavító (KOS – Krnovské opravny a strojírny s r.o.), a marketingtevékenységet a prágai Pragoimex s.s. végzi, míg a tervezőiroda a szintén prágai VKV Praha s r.o. A cég a 2000-es évek elején a Tatra T3 modernizált változatait gyártotta, majd később ezek továbbfejlesztett, alacsony padlóssá alakított változatait VarioLF jelzéssel készíti.

## Tatra villamosok

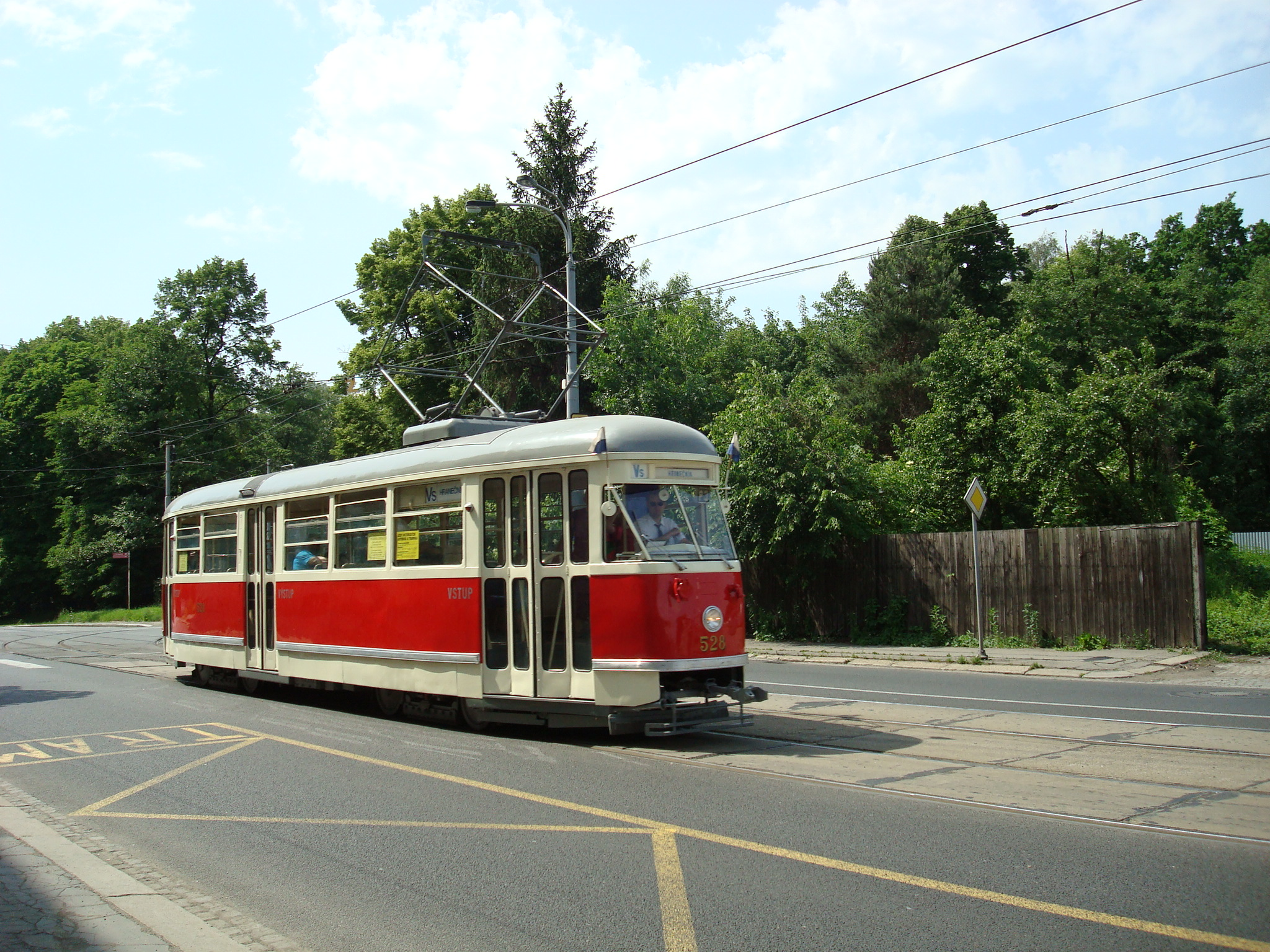
Tatra T1 Ostrava-ban
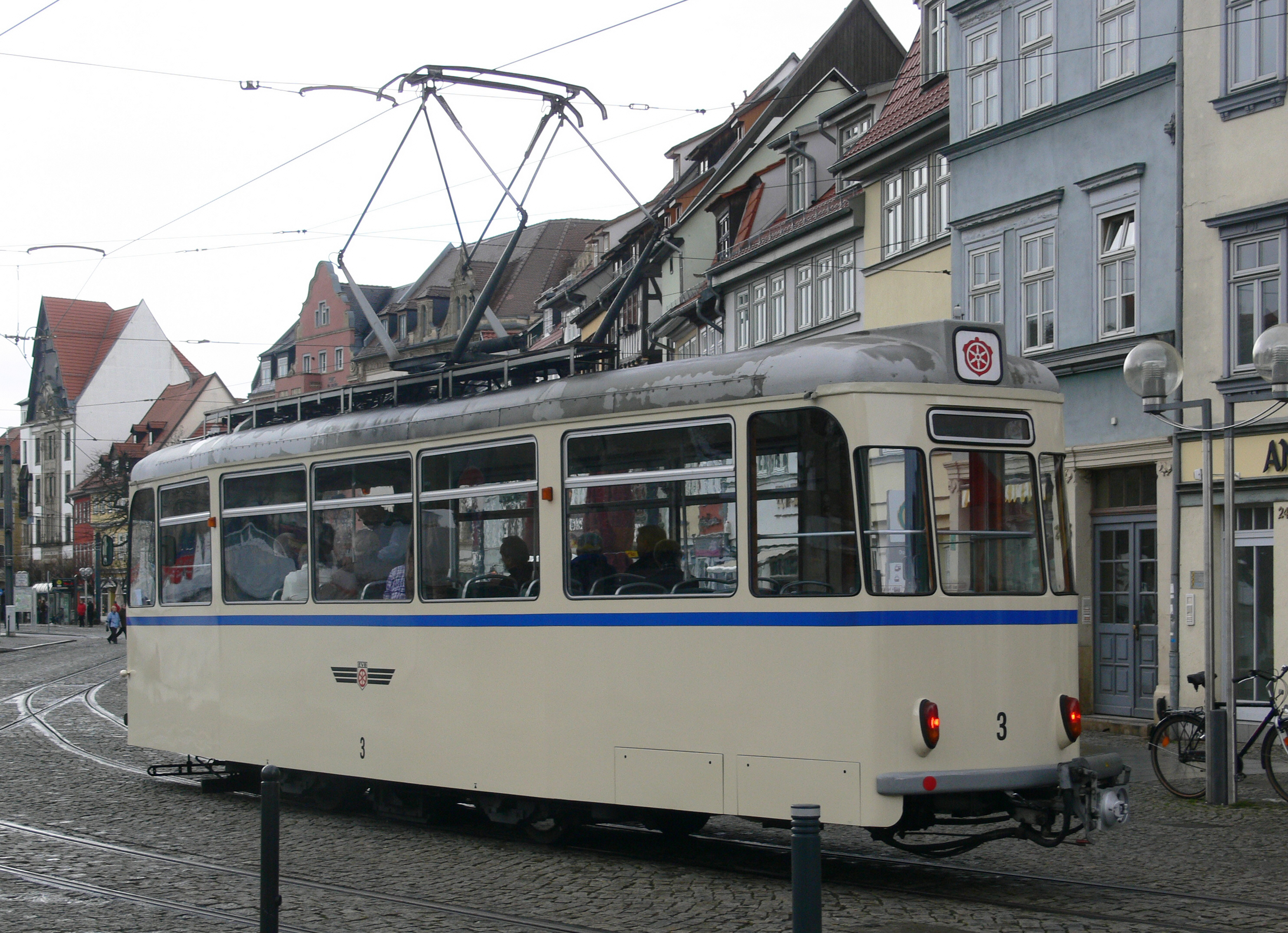
Tatra T2 villamos az NDK-ban, Erfurtban
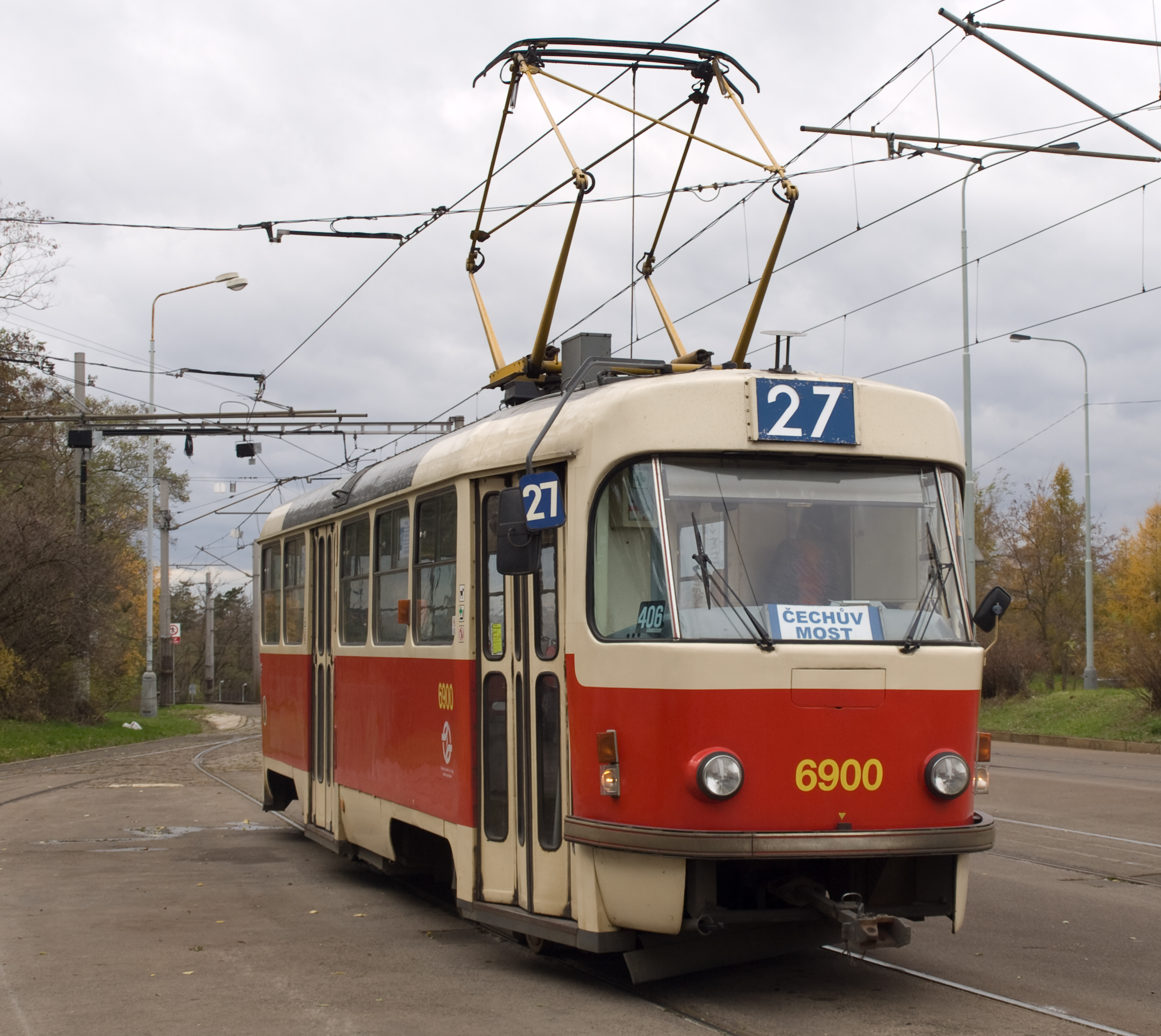
Tatra T3 villamos Prágában
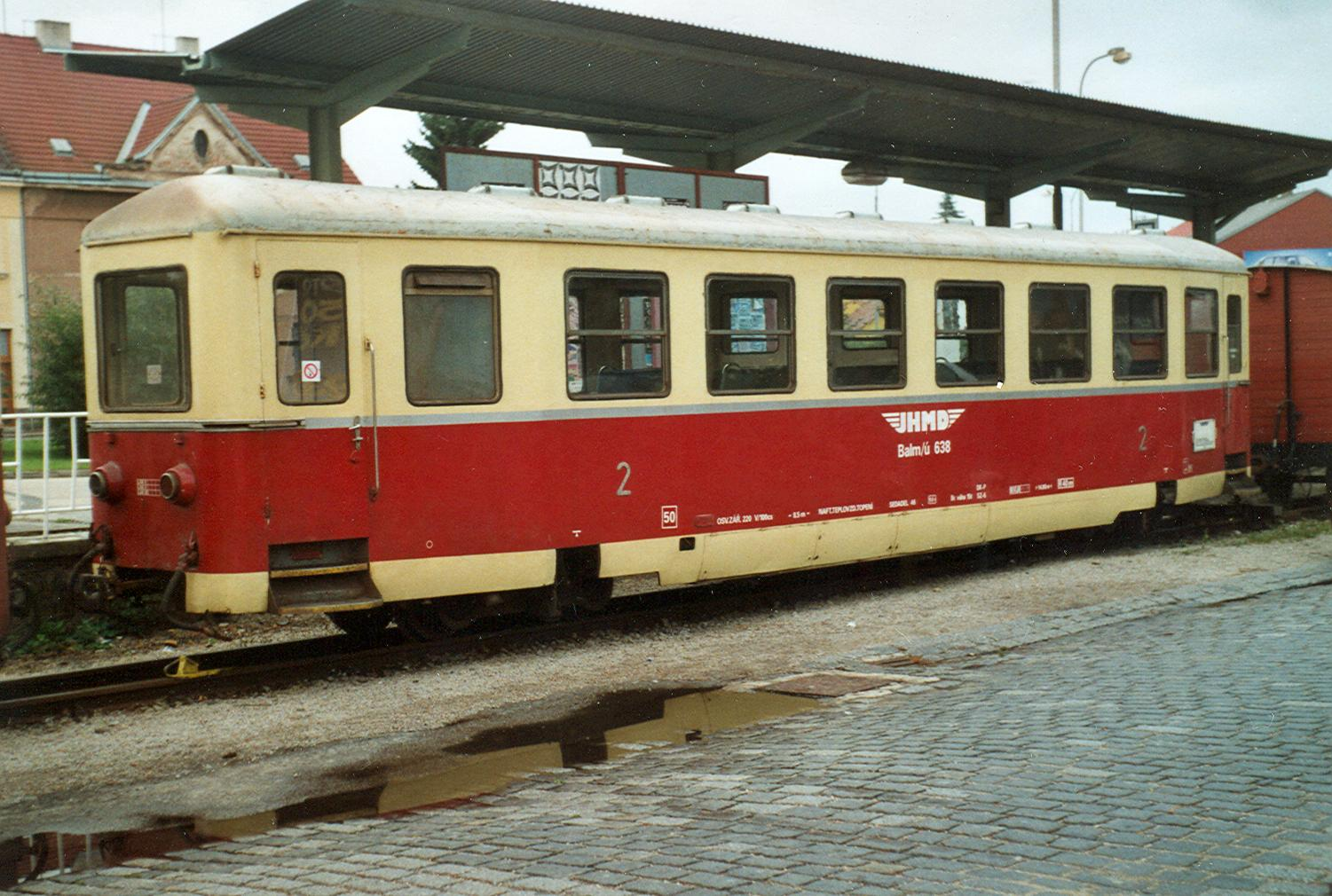
A ČKD Tatra által gyártott keskeny nyomtávolságú személykocsi Jindřichův Hradecben
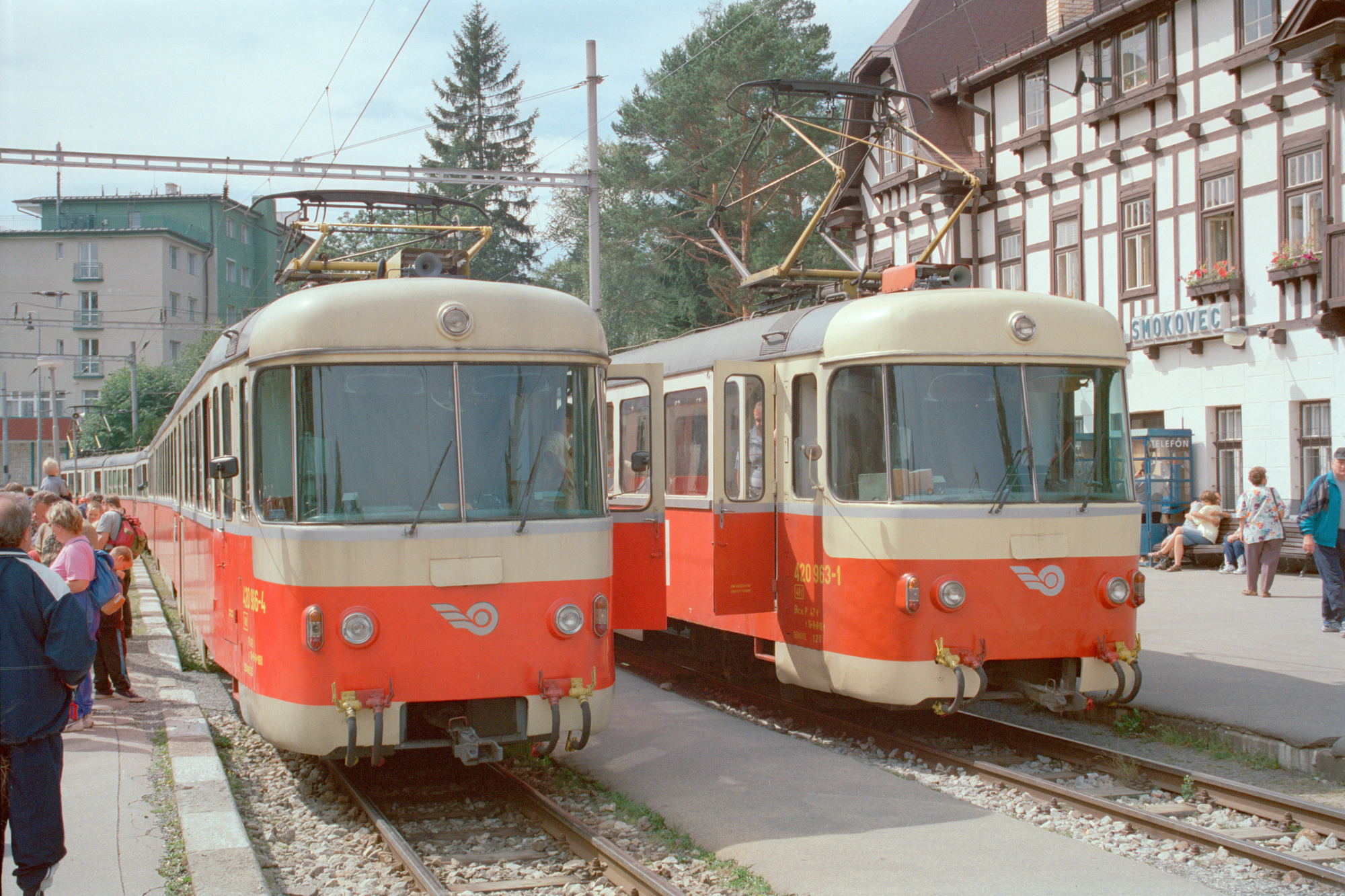
A Tátrai Villamosvasút 420.95 sorozatú keskeny nyomtávolságú motorvonatai Ótátrafüreden 2000-ben
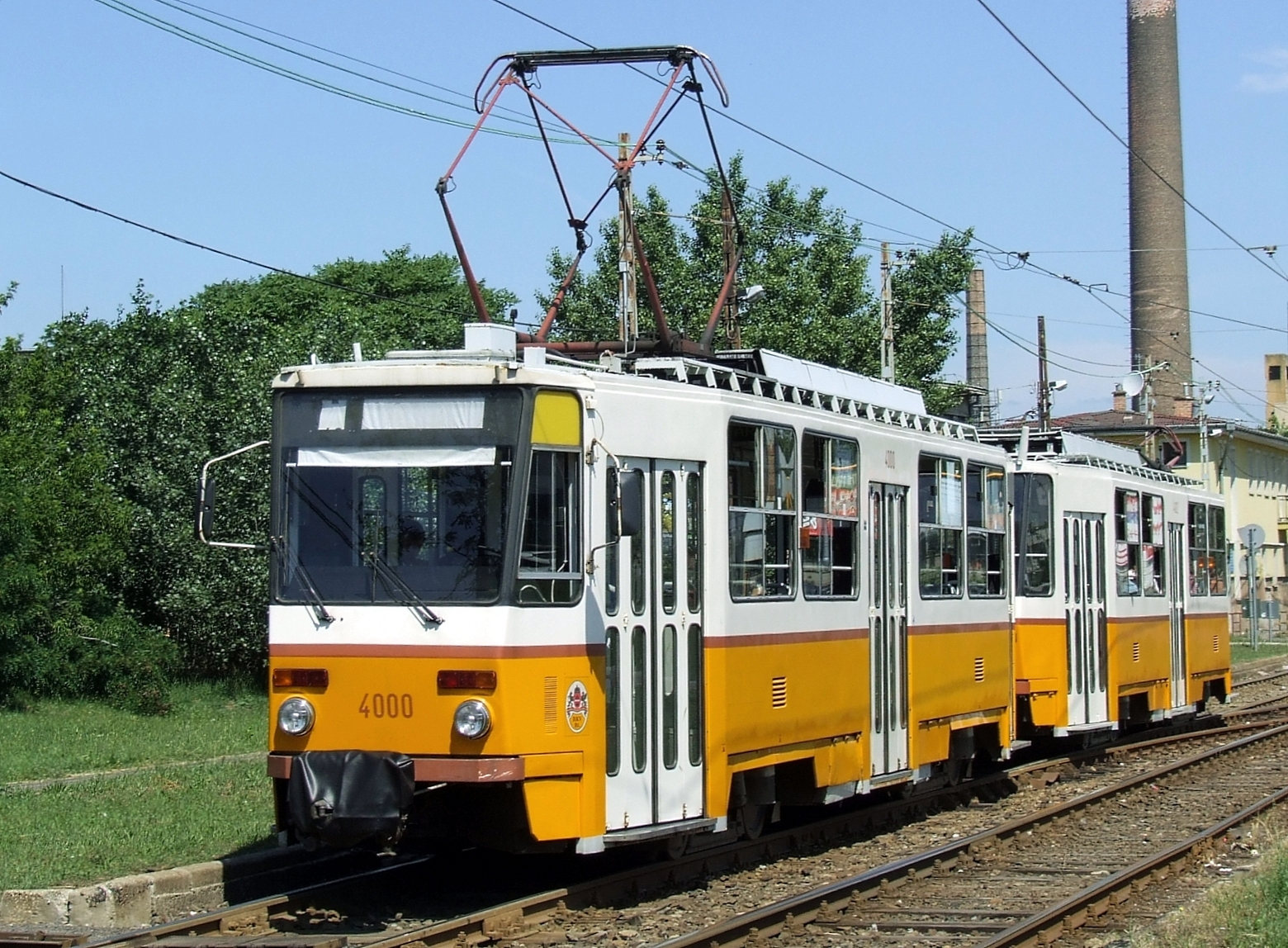
Tatra T5C5 villamos Budapesten
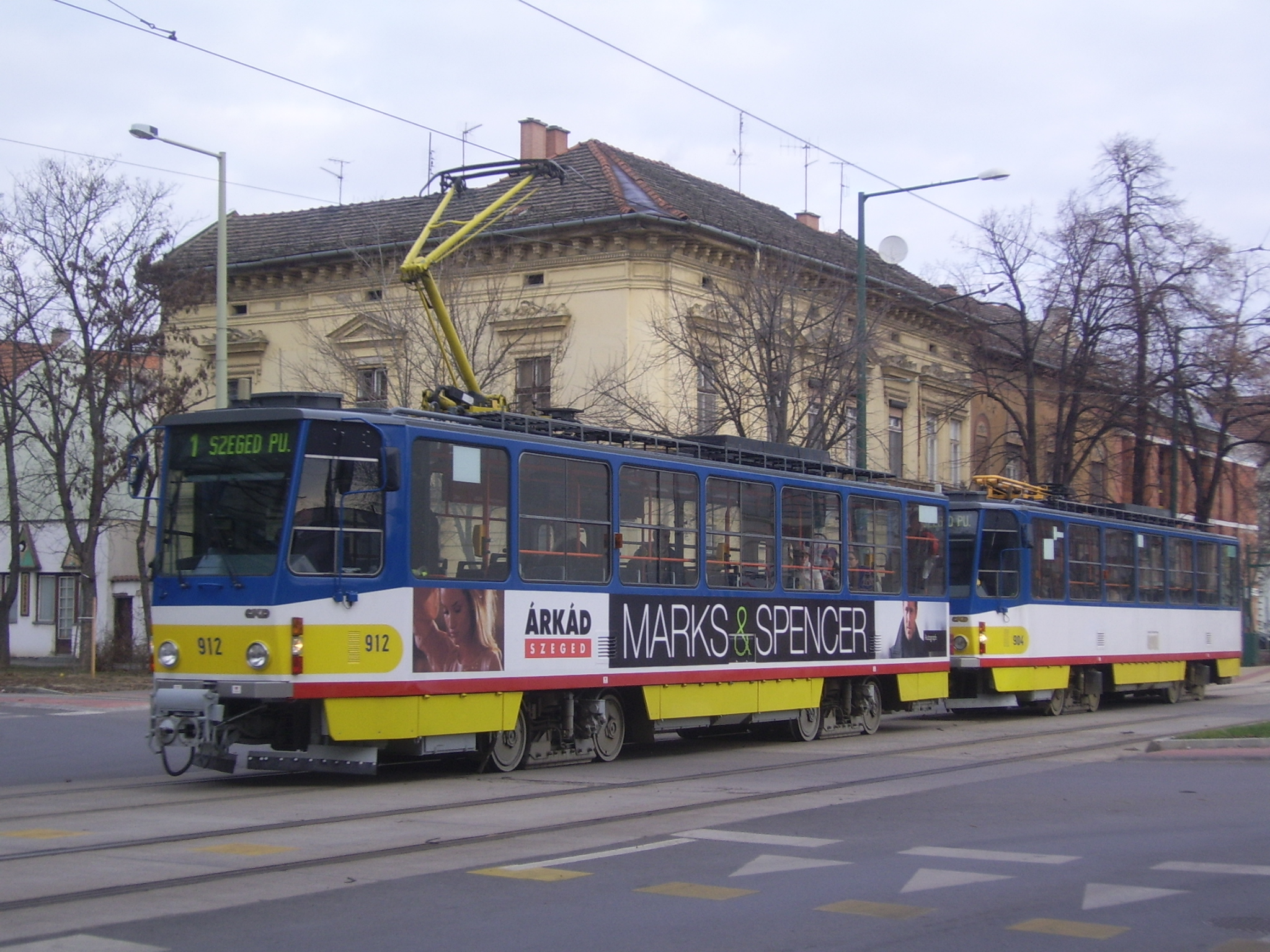
ČKD Tatra T6A2 Szegeden
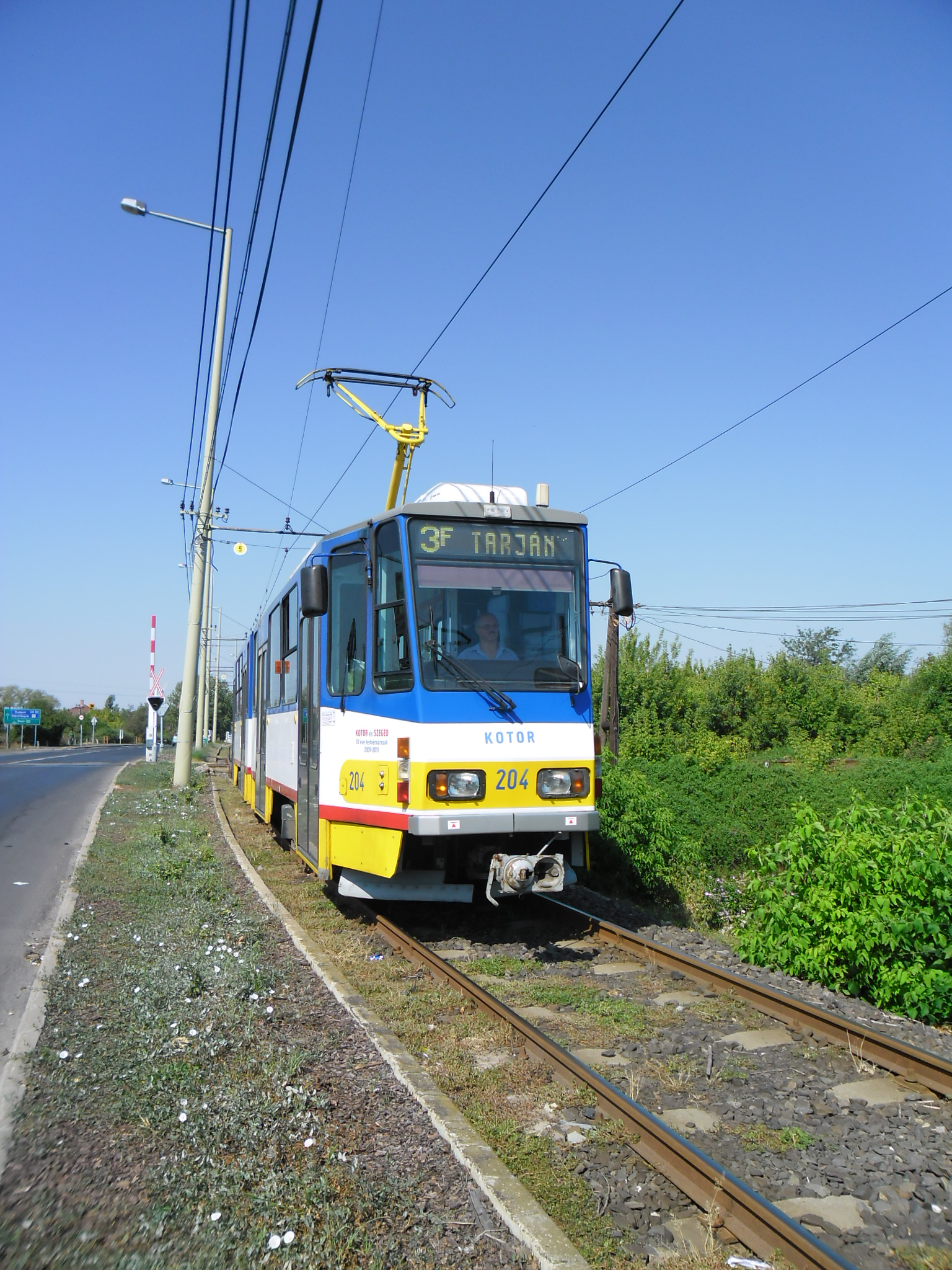
ČKD Tatra KT4 Szegeden
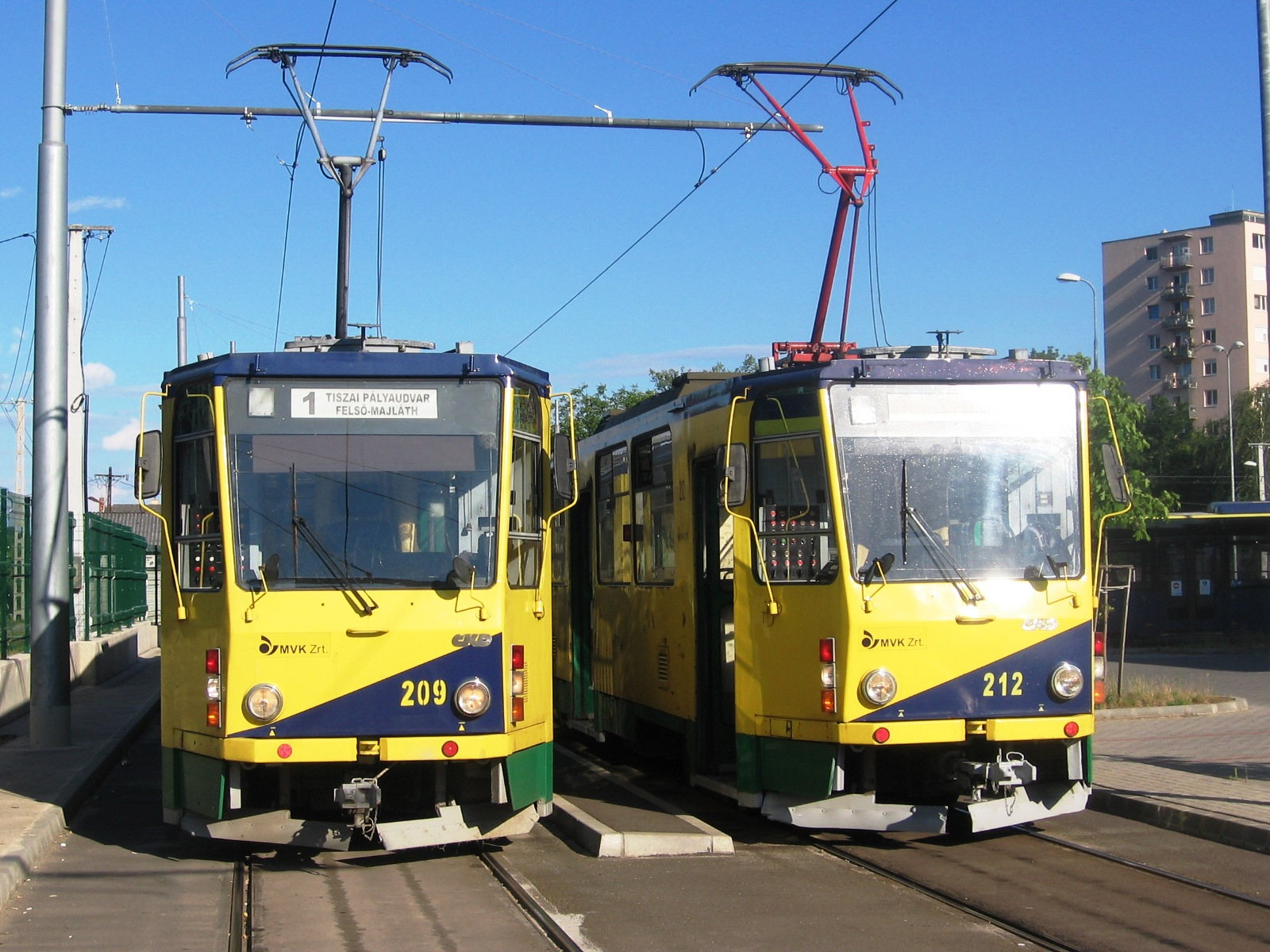
ČKD Tatra KT8D5 Miskolcon